# Peter Karlsson (hokeista)
Peter Karlsson, właśc. Lars Peter Karlsson (ur. 17 lutego 1966 w Lundby w prowincji Västergötland, zm. 11 marca 1995 w Västerås) – szwedzki hokeista.

## Kariera
- Västerås IK (1984-1988)
- Surahammars IF (1988-1989)
- IK Westmannia-Köping (1989-1992)
- Västerås IK (1992)
- IK Westmannia-Köping (1992-1993)
- Avesta BK (1993-1994)
- HC Örebro (1994-1995)

Wychowanek i wieloletni zawodnik Västerås IK w rozgrywkach Division 1.
Został zamordowany przez dziewiętnastoletniego mężczyznę, który sześćdziesięcioczterokrotnie dźgnął go nożem. Istnieje przypuszczenie, że podłożem morderstwa była homoseksualna orientacja sportowca; sprawca został skazany na karę ośmiu lat pozbawienia wolności.